# The Arizona Republic
The Arizona Republic est un journal quotidien américain publié depuis 1890 à Phoenix et diffusé dans tout l'Arizona. De sa fondation à 1930, il s'appelait The Arizona Republican.
Journal historiquement républicain, ayant par exemple appelé à voter pour George W. Bush en 2000 et 2004 et John McCain en 2008, il crée la surprise le 27 septembre 2016 en appelant à voter pour la candidate démocrate Hillary Clinton contre le candidat républicain Donald Trump,. Comme The Cincinnati Enquirer ou The Dallas Morning News, c'est la première fois en 126 ans d'existence que le journal soutient un candidat démocrate à une élection présidentielle,,.